# Palaeopsychops timmi
Palaeopsychops timmi  (лат.) — ископаемый вид сетчатокрылых насекомых рода Palaeopsychops  из семейства Ithonidae (ранее в Polystoechotidae). Обнаружен в эоценовых отложениях США (Republic,  Klondike Mountain Formation, штат Вашингтон, США, около 50 млн лет).
Размер переднего крыла —  44,0×20,0 мм.
Вид Palaeopsychops timmi был впервые описан в 2006 году американским палеоэнтомологом Брюсом С. Арчибальдом (S. B. Archibald; Department of Organismic and Evolutionary Biology, Harvard University, Museum of Comparative Zoology, Cambridge, США) и российским энтомологом Владимиром Н. Макаркиным (Биолого-почвенный институт ДВО РАН, Владивосток, Россия) вместе с таксонами Palaeopsychops marringerae, Palaeopsychops setosus, Palaeopsychops douglasae, Palaeopsychops quadratus, Polystoechotites lewisi, Polystoechotites barksdalae, Polystoechotites falcatus и другими новыми ископаемыми видами. Видовое название P. timmi дано в честь коллектора типового экземпляра Томаса Тимма (Thomas Timm) за его вклад а палеонтологию. Таксон Palaeopsychops timmi включён в состав рода Palaeopsychops Andersen 2001. Сестринские таксоны: P. abruptus, P. angustifasciatus, P. dodgeorum, P. latifasciatus, P. maculatus, P. douglasae, P. marringerae, P. setosus, P. quadratus.